# Ministeriet for Rigdom
Ministeriet for Rigdom (eller Minirig på Nysprog) er et af de fire ministerier, der styrer Luftbasis 1 i Oceanien i George Orwells roman 1984. De andre ministerier er Ministeriet for Sandhed, Ministeriet for Kærlighed og Ministeriet for Fred.
Ministeriet for Rigdom er ansvarlig for Oceaniens økonomi. Ministeriet sørger for befolkningens adgang til føde- og andre varer. Som Goldsteins bog fortæller, er Oceaniens økonomi meget vigtig, og det er nødvendigt, at folk hele tiden laver ubrugelige og syntetiske forsyninger eller våben til brug i krigen, samtidig med at de ikke har adgang til produktionsmidlerne. Det centrale tema i 1984 er, at en fattig og svag befolkning er nemmere at styre end en velstående og stærk befolkning. Teleskærmene rapporterer ofte om, hvordan Store Broder har været i stand til at øge den økonomiske produktivitet, selv når produktiviteten faktisk er faldet (se Ministeriet for Sandhed.
Ministeriet frembringer statistikker, der er det rene sludder. Da Winston på et tidspunkt korrigerer nogle produktionstal, forklarer han på denne måde:
"Men i virkeligheden var det ikke engang forfalskning, tænkte han, idet han korrigerede tallene fra Ministeriet for Rigdom. Man erstattede bare noget intetsigende sludder med noget andet sludder. Størstedelen af det materiale, man behandlede, havde overhovedet ingen forbindelse med virkeligheden, ikke engang så meget, at man kunne kalde det direkte løgne. De statistiske oplysninger var i lige så høj grad fri fantasi i deres oprindelige form, som når de var blevet korrigeret. Mange gange måtte man selv konstruere dem. For eksempel havde Ministeriet for Rigdom i sin forudsigelse anslået kvartalets produktion i fodtøj til eet hundrede og fem og fyrre millioner par sko og støvler. I dag blev den virkelige produktion opgivet til to og tres millioner par, men da Winston skrev forudsigelsen om, satte han tallet helt ned til syv og halvtreds millioner, så man som sædvanlig kunne hævde, at den planlagte produktion var blevet overskredet. I alle tilfælde var to og tres millioner ikke sandheden nærmere end syv og halvtreds millioner eller eet hundrede og fem og fyrre millioner. Det var meget muligt, at der slet ikke var blevet produceret noget fodtøj, men det var endnu sandsynligere, at ingen vidste hvor meget der var blevet produceret, eller interesserede sig for det. Det eneste, man vidste var, at produktionen af fodtøj hvert kvartal på papiret løb op til astronomiske tal, medens i virkeligheden halvdelen af Oceaniens befolkning gik barfodede. Og sådan var det med alle meddelelser, store og små. Alt tabte sig i en skyggeverden, hvor selv årstallet var blevet usikkert."

Denne artikel er en oversættelse af artiklen Ministry of Plenty på den engelske Wikipedia. Oversættelsen tager i sin sprogbrug desuden udgangspunkt i den danske udgave af 1984 (Gyldendals Tranebøger 1973), oversat af Paul Monrad.